# Allis-Chalmers
Pour les articles homonymes, voir Allis et Chalmers.
Allis-Chalmers Manufacturing Co. était un fabricant américain diversifié dans plusieurs secteurs de l'industrie.
La société a cédé au fil des années l'ensemble de ses entreprises de production et aujourd'hui, est seulement connue sous le nom de Allis-Chalmers Energy. Elle est basée à Houston, dans le Texas.

## Histoire

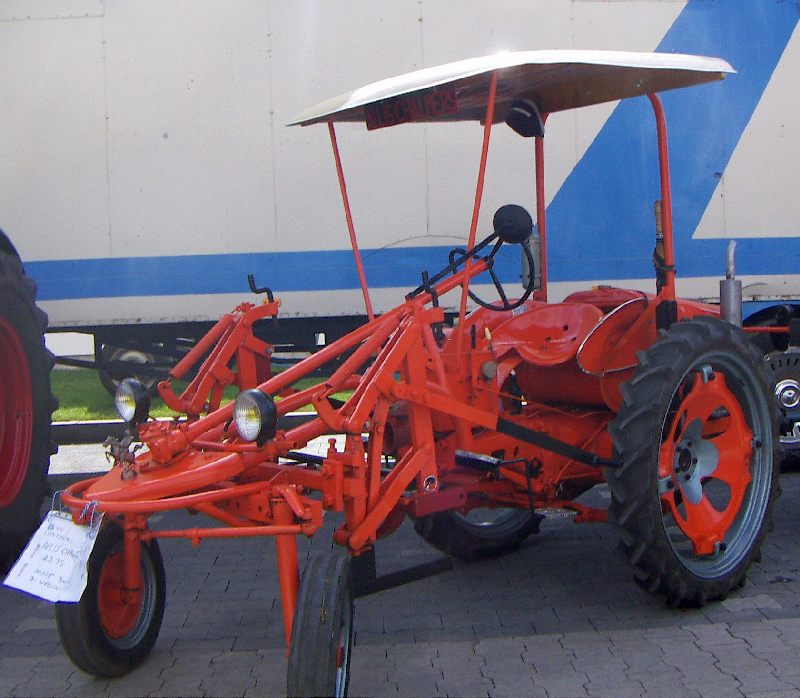
Allis-Chalmers GRV 23 PS, 1958

L'activité de la société Allis-Chalmers dans la fabrication d'outillage remonte à 1840.
Créée à l'origine dans le Delaware, l'entreprise est rapidement devenue l'un des principaux fabricants de moteurs à vapeur et d'équipements industriels dans la région de Milwaukee après la fusion avec d'autres entreprises. Fraser & Chalmers a été une grande entreprise sidérurgique et minière. La présence de l'entreprise de Milwaukee est devenue si importante que ses usines ont d'abord été utilisées comme un point de repère aérien puis, la société a prêté son nom à la ville de West Allis dans le Wisconsin. 
Allis-Chalmers a commencé une activité dans le matériel agricole en 1914. La société a aussi joué un rôle majeur pendant la seconde guerre mondiale pour la production de pompes de séparation de l'uranium dans le cadre du "Projet Manhattan" et la construction de moteurs électriques de sous-marins pour l'US Navy. 
La société a fabriqué un grand nombre de produits dont des tracteurs agricoles connus pour leur couleur orange vif, des machines de travaux publics, des turbines, vannes et pompes, compresseurs, moteurs électriques, purificateurs d'air, gazéification du charbon. De nombreux rachats de sociétés débutent à partir de 1928 avec l'acquisition de Monarch Tractor Company. 
"Buda Engine Co.", basée à Harvey, dans l'Illinois a été rachetée en 1953. Deux ans plus tard, la société a repris "Gleaner Harvester Co.", et en 1959, la société française Vendeuvre. 
En 1959, Allis-Chalmers est accusée d'avoir participé au plus grand cartel illégal des États-Unis depuis l'adoption du Sherman Antitrust Act (1890) afin de maintenir des prix artificiellement élevés. Au total, 29 entreprises et 45 cadres dirigeants seront condamnés. Les enquêtes parlementaires qui suivirent permirent de comprendre que la « criminalité en col blanc » constituait de loin la forme de criminalité la plus coûteuse pour les finances des États-Unis.

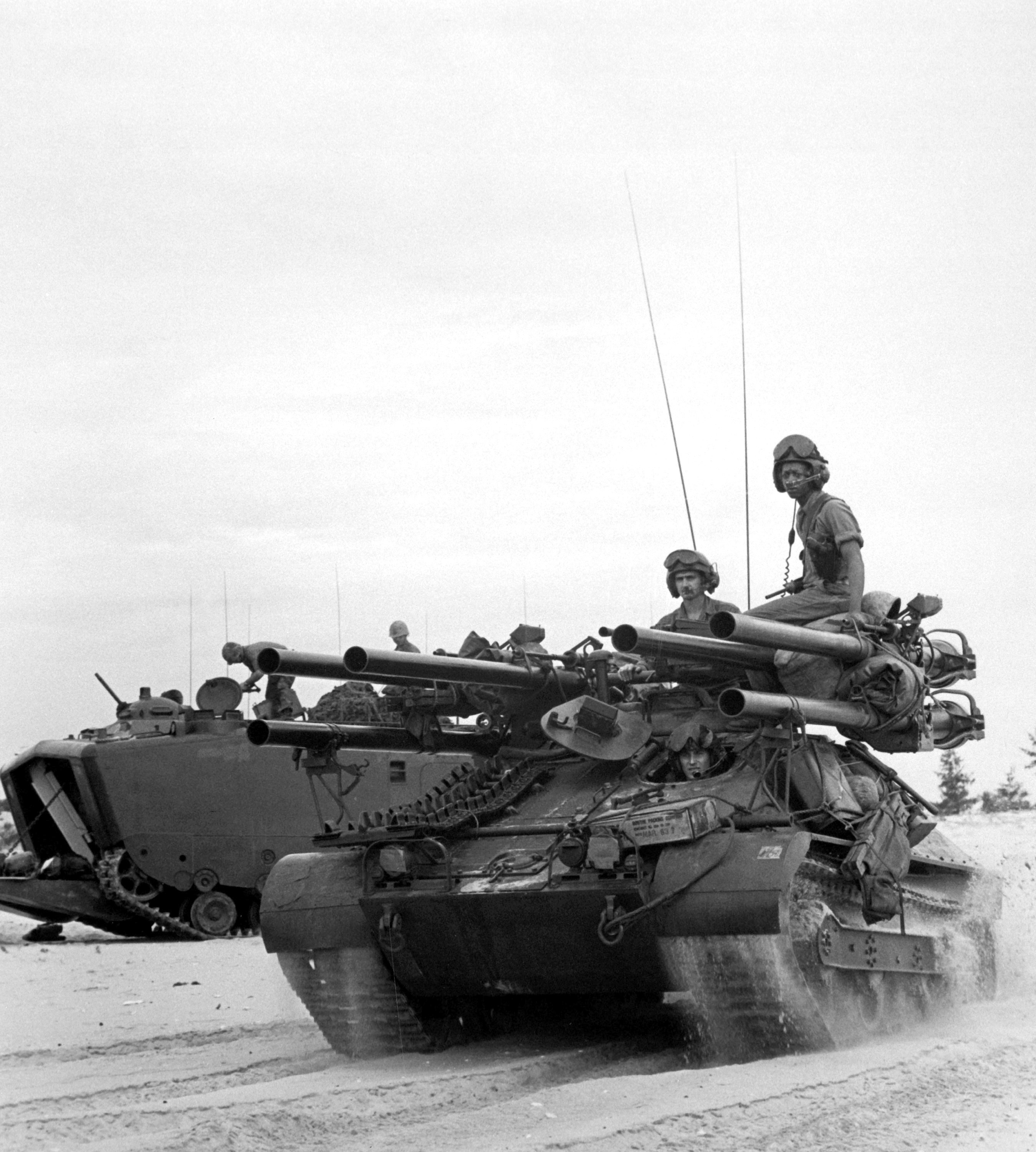
Un blindé M50 Ontos fabriqué par Allis-Chalmers en série entre 1955 et 1957 pour l'USMC.

Le 4 janvier 1974, Allis-Chalmers fusionne avec Fiat MMT pour constituer une société commune, Fiat-Allis, dans le domaine des engins de terrassements pour les travaux publics dans laquelle Fiat détient 65 % du capital. En 1988, Allis-Chalmers, devenu très minoritaire, sort complètement de cette société qui devient la seule propriété de Fiat Group. Fiat créera ensuite Fiat Geotech qui deviendra CNH (Case New Holland).
La société a connu ses premières difficultés dans les années 1970 dans un climat de rapide changement économique. Elle a été forcée, face à d'énormes difficultés financières, de vendre sa division allemande de matériel agricole KHD (Klöckner-Humboldt-Deutz) AG en 1985. Séparée de Deutz-Fahr qui fait maintenant partie du groupe italien SAME, Allis-Deutz a été revendue à des financiers qui ont constitué AGCO Corporation en intégrant Massey Fergusson et Fendt. 
Toutes les unités de fabrication ont été dispersées en 1998 et l'entreprise a officiellement fermé ses bureaux de Milwaukee en janvier 1999. La seule activité restante est une société de services "Allis-Chalmers Energy" basée à Houston, dans le Texas. En avril 2008, Briggs & Stratton Corp a annoncé qu'il allait vendre ses tondeuses à gazon sous le nom de Allis-Chalmers aux États-Unis.

## Les principales réalisations Allis-Chalmers
- En 1965, Allis-Chalmers construit "Big Allis" ou Ravenswood no 3, le plus grand générateur de son temps. Il est situé dans le Queens de New York et sa production totale est de 1 000 MW. Il est toujours opérationnel aujourd'hui.
- Piles à combustible, voiturettes de golf : en 1965, Allis-Chalmers construit une voiturette de golf mue par une pile à combustible alimentée à l'hydrogène.
- un nombre considérable de modèles de tracteurs et d'engins de travaux publics
- En 1959, une équipe dirigée par Harry Ihrig construit une pile à combustible de 15 kW pour le tracteur Allis-Chalmers, qui a été exposé dans les foires à travers les États-Unis. Ce système a utilisé l'hydroxyde de potassium comme électrolyte et de l'hydrogène comprimé et de l'oxygène comme réactifs. Le tracteur original à pile à combustible est actuellement exposé à Smithsonian.